# Косарев, Николай Андреевич
Николай Андреевич Косарев (1916, Борисоглебское, Орловская губерния — 12 октября 1971) — поездной вагонный мастер военно-санитарного поезда № 342.

## Биография
Родился в 1916 году в селе Борисоглебское (ныне — Свердловского района Орловской области). Окончил сельскую школу и школу фабрично-заводского ученичества в городе Орле.
Работал слесарем-вагонником в депо Мариуполь. В 1936 году подготовился самостоятельно и сдал экзамен на поездного вагонного мастера, а в следующем году был переведён на должность мастера по автотормозам. После окончания курсов в Днепропетровске работал мастером по ремонту вагонов. В ноябре 1939 года был награждён медалью «За трудовую доблесть».
Великая Отечественная война застала его слушателем Центральных технических курсов Наркомата путей сообщения в Москве. Он, как и многие, рвался на фронт, но было приказано завершить учёбу. В сентябре 1941 года курсы были окончены, и Косарев вернулся в Мариуполь техником первого класса. Там участвовал в оборонительных работах и в подготовке к эвакуации оборудования вагонного депо. Потом начался тернистый путь через Лихую в Сталинград, где его назначили вагонным мастером санитарного поезда № 342.
Быстрый осмотр вагонов произвел угнетающее впечатление. В составе, который был эвакуирован в Сталинград, не было ни одного исправного вагона. Поездная бригада стала помогать работникам вагонного депо, чтобы ускорить готовность поезда к отправке за ранеными. Отремонтировали и покрасили крыши вагонов, привели в порядок полы, полки, умывальники, питьевые бачки, сантехнику.
В начале 1942 года по Косарев, по примеру новосибирского машиниста Николая Лунина, предложил силами своей поездной бригады ремонтировать оборудование в пути или на остановках, не заходя в депо на ремонт. Помогли деповским ремонтникам в Сталинграде, и обслуживаемый ими военно-санитарный поезд стал образцовым по «чистоте и культуре, по заботливому обслуживанию раненых воинов».
Предложение Косарева поддержал начальник поезда. Об этом почине доложили начальнику Военно-санитарное управление генерал-полковнику медицинской службы Е. И. Смирнову и генералу А. В. Хрулёву, который одновременно являлся заместителем наркома обороны и был наркомом путей сообщения СССР. Был издан специальный приказ, которым рекомендовалось поддержать почин бригады Н. А. Косарева на всех санитарных поездках. Оборот таких поездов к фронту возрос, и трудно подсчитать, сколько раненых было спасено своевременной доставкой из полевых госпиталей в тыловые.
Боевая работа продолжалась. Не раз, попадая под бомбёжку, бригада Косарева вместе с поездной и кондукторской бригадами выносила из огня тяжелораненых, хоронила убитых. Однажды, когда у линии фронта погрузили раненых, оказалось, что не прибыла кондукторская бригада, и тогда поездная бригада Косарева её заменила, совмещая свои служебные обязанности с обязанностями кондукторской.
Указом Президиума Верховного Совета СССР от 5 ноября 1943 года «за особые заслуги в деле обеспечении перевозок для фронта и народного хозяйства и выдающиеся достижения в восстановлении железнодорожного хозяйства в трудных условиях военного времени» Косареву Николаю Андреевичу присвоено звание Героя Социалистического Труда с вручением ордена Ленина и Золотой медали «Серп и Молот».
Однако Косарев был так занят транспортировкой раненых на днепровских плацдармах и на освобождённых территориях Правобережья Днепра, что смог оказаться в Москве и получить высокие награды лишь в конце марта 1944 года.
После войны герой-железнодорожник возвратился в город Мариуполь. Работал приёмщиком вагонов, заместителем начальника вагонного депо. В 1949 году окончил в Днепропетровский институт инженеров транспорта. Назначение получил в Полтаву заместителем начальника вагонного участка, но в том же году по распоряжению начальника округа железных дорог вернулся в Донбасс и почти десять лет был заместителем начальника Иловайского вагонного участка. С 1958 по 1970 год трудился старшим инженером вагонного отдела Иловайского отделения Донецкой железной дороги. Но сказалась война — в декабре 1970 года он ушёл на пенсию по инвалидности.
Жил городе Иловайск Донецкой области Украины. Скончался 12 октября 1971 года.
Награждён орденом Ленина, медалями; двумя знаками «Почётному железнодорожнику».